# Dictée de Mérimée
La Dictée de Mérimée ist ein orthographisch anspruchsvolles Diktat, mit dem der französische Schriftsteller Prosper Mérimée 1857 zum Zeitvertreib die Rechtschreibkenntnisse der französischen Kaiserin Eugénie de Montijo und ihrer Zeitgenossen auf die Probe stellte. Kaiser Napoleon III. machte dabei fünfundsiebzig Fehler, die Kaiserin Eugénie zweiundsechzig, Alexandre Dumas fünfundzwanzig. Am besten abgeschnitten hat der österreichische Gesandte, Richard Klemens von Metternich, mit nur drei Fehlern.
Inhaltlich ergibt der Text nur wenig Sinn, aber er ist heute noch so berühmt, wie er berüchtigt ist. Er ist ein Paradebeispiel für die Schwierigkeiten der französischen Sprache bzw. deren Orthographie, die als kompliziert, reich an Ausnahmen und schwierig erlernbar gilt, da der Unterschied zwischen gesprochenem und geschriebenem Französisch sehr markant ist.

## Text
| „Pour parler sans ambiguïté, ce dîner à Sainte-Adresse, près du Havre, malgré les effluves embaumés de la mer, malgré les vins de très bons crus, les cuisseaux de veau et les cuissots de chevreuil prodigués par l'amphitryon, fut un vrai guêpier. Quelles que soient et quelqu'exiguës qu'aient pu paraître, à côté de la somme due, les arrhes qu'étaient censés avoir données la douairière et le marguillier, il était infâme d'en vouloir pour cela à ces fusiliers jumeaux et mal bâtis et de leur infliger une raclée alors qu'ils ne songeaient qu'à prendre des rafraîchissements avec leurs coreligionnaires. Quoi qu'il en soit, c'est bien à tort que la douairière, par un contresens exorbitant, s'est laissé entraîner à prendre un râteau et qu'elle s'est crue obligée de frapper l'exigeant marguillier sur son omoplate vieillie. Deux alvéoles furent brisés, une dysenterie se déclara, suivie d'une phtisie. — Par saint Martin, quelle hémorragie, s'écria ce bélître ! À cet événement, saisissant son goupillon, ridicule excédent de bagage, il la poursuivit dans l'église tout entière.“ | „Um es ganz offen zu sagen: Dieses Abendessen in Sainte-Adresse, in der Nähe von Le Havre, war trotz des wohlriechenden Meeresdufts, trotz der sehr guten Weine, der Kalbs- und Hirschschenkel, die von Amphitryon verschwendet wurden, ein echter Bienenstock. Wie hoch und wie gering auch immer die Anzahlung sein mag, die die Witwe und der Marguillier angeblich geleistet haben sollen, es war berüchtigt, diese Zwillinge und schlecht gebauten Füsiliere dafür verantwortlich zu machen und ihnen eine Tracht Prügel zuzufügen, wenn sie nur an Erfrischungen mit ihren Glaubensgenossen dachten. Auf jeden Fall ist es völlig falsch, dass sich die Witwe durch eine exorbitante Fehlinterpretation in die Wüstennutzung hineinziehen ließ und glaubte, die fordernde Marguillier auf ihr gealtertes Schulterblatt schlagen zu müssen. Zwei Lungenbläschen waren gebrochen, die Ruhr brach aus, gefolgt von einer Phthisis. — Beim heiligen Martin, was für eine Blutung, rief dieser geliebte Mensch! Bei dieser Veranstaltung jagte er sie mit seiner Flaschenbürste, einem lächerlichen Übermaß an Gepäck, durch die ganze Kirche.“ |